# Шахрияри, Парвиз
Парви́з Шахрияри́ (перс. پرویز شهریاری‎; 23 ноября 1926, Керман — 11 мая 2012, Тегеран) — иранский математик, переводчик, журналист и общественный деятель зороастрийского происхождения. Шахрияри широко известен в Иране как переводчик иностранных книг научного содержания и как автор учебников математики.

## Биография
Родился в зороастрийской семье в городе Керман. Образование получал в Тегеранском университете. В молодые годы увлекался идеями Ахмада Кесрави. Как сторонник оппозиционных политических воззрений, примыкавший к коммунистической партии Туде, многократно подвергался арестам. Находясь в местах заключения, выучил русский язык. Последний раз арестовывался уже исламистскими властями, провёл 18 месяцев под арестом и был лишён пенсии.
За вклад в популяризацию науки был удостоен многих наград. За время преподавательской деятельности подготовил многих известных учёных. Среди учеников Парвиза Шахрияри высокопоставленный сотрудник НАСА Фируз Надери.